# Phasicnecus subcroceus
Phasicnecus subcroceus är en fjärilsart som beskrevs av William Lucas Distant 1903. Phasicnecus subcroceus ingår i släktet Phasicnecus och familjen Eupterotidae. Inga underarter finns listade i Catalogue of Life.